# Arleigh Winston Scott
Sir Arleigh Winston Scott, GCMG y GCVO, (27 de marzo de 1900 - 9 de agosto de 1976) fue el segundo gobernador general de Barbados, entre el 18 de mayo de 1967 y el 9 de agosto de 1976.

## Biografía
Scott, el primer gobernador general nativo de Barbados, se educó en St. Giles Boys School y en el Harrison College. Estudió medicina en la Universidad de Howard en Estados Unidos, y más tarde en la Universidad de Edimburgo en Escocia. Después de graduarse, regresó a los Estados Unidos para realizar más estudios y se convirtió en cirujano oftálmico visitante en el Hospital Harlem de la ciudad de Nueva York.
Regresó a Barbados en 1953 y se convirtió en un médico reconocido y muy respetado. Fundó un hogar de ancianos, que se conoce como Woodside Memorial Clinic, que continuó dirigiendo hasta que se convirtió en gobernador general. Con un distinguido historial en el trabajo comunitario, prestó sus servicios de manera altruista a la Real Orden Victoriana, la Liga de Buena Voluntad de los Niños, además de dar conferencias sobre salud pública. De vez en cuando enseñaba higiene a los alumnos de algunas de las escuelas primarias de la zona de Bridgetown.
El Dr. Scott sirvió en el Senado de Barbados de 1964 a 1967, y en 1966 fue nombrado miembro del Consejo Privado de Barbados. En mayo de 1967, tras la jubilación de Sir John Stow, el último gobernador colonial de Barbados, el Dr. Scott fue nombrado gobernador general por la Reina por recomendación del Primer Ministro. En el mismo año fue nombrado caballero y reconocido desde ese momento como Sir Winston Scott.
Sir Winston Scott fue miembro de la fraternidad Phi Beta Sigma.